# Prolophota trigonifera
Prolophota trigonifera är en fjärilsart som beskrevs av George Francis Hampson 1896. Prolophota trigonifera ingår i släktet Prolophota och familjen nattflyn. Inga underarter finns listade i Catalogue of Life.